# Požar na Krasu (2022)
Požar na Krasu se je začel 15. julija 2022 in je zajel več kot 2000 hektarjev italijanskega in slovenskega dela planote Kras. Gre za največji požar v zgodovini samostojne Slovenije. Nastanek požara delno pripisujejo iskram, nastalim zaradi zaviranja vlaka, delno pa ostaja nepojasnjen. Zaradi suhe in goste vegetacije, visokih poletnih temperatur ter močne burje se je hitro razplamtel. Gašenje sta otežila težko dostopen teren in neznana količina neeksplodiranih ubojnih sredstev (NUS) iz prve svetovne vojne. Zaradi NUS je imelo veliko vlogo gašenje iz zraka, saj gasilci niso mogli prodirati v notranjost požara, ampak so lahko predvsem branili robove.
V Sloveniji se je z njim spoprijelo več kot 1500 poklicnih in prostovoljnih gasilcev iz Slovenije in Italije, Civilna zaščita, Slovenska vojska, Rdeči križ, Zavod za gozdove in družba Slovenski državni gozdovi, druge javne službe ter italijanska Gozdarska straža. Gašenje je potekalo v več sektorjih s podporo iz zraka. Poleg tega so potekali tudi gozdarska dela ustvarjanja presečnih pasov in čiščenja ter odstranjevanje ubojnih sredstev. Gašenje iz zraka so izvajali helikopterji Slovenske vojske in Policije, Avstrije, Hrvaške, Madžarske, Slovaške in Srbije, tovorno letalo Pilatus PC-6 in dve letali Canadair ter vodni top slovenske policije. V obeh državah so evakuirali več vasi (Selo, Korito, Hudi Log, Brestovico pri Komnu, Klariče, Vojščico, Temnico in Novelo, Opatje selo, Lokvico ter del Mirna).
V Italiji je požar na pobočju Kremenjaka zajel hiše v Jamljah. Zaprte so bile avtoceste ter več deželnih in lokalnih cest.

## Italija
19. julija je na več mestih zaradi isker ob zaviranju vlaka zagorelo na pobočjih Gorjupe Kupe (domače tudi Vrtače) ob železnici Devin–Sabliči na tržaškem Krasu, zaradi požara so prekinili železniški promet. Z nekaj drugimi lokalnimi cestami je bila zaprta avtocesta Moščenica–Vileš, pri tem so nastajali zastoji. Prebivalcem Tržiča je bilo odsvetovano zapuščanje domov. Požar so gasile gasilske enote celotne Furlanije–Julijske krajine in slovenski gasilci Kraške gasilske zveze, kasneje so se jim pridružili tudi dva Canadiera ter 8 helikopterjev. Slovenski gasilci so ob slovenski meji na mejnem prehodu Klariči požaru preprečevali preskok prek ceste.
20. julija je požar dosegel Jamlje in tam oplazil hiše v Grudnovi in Gregorčičevi ulici, župan je odredil evakuacijo.
Župan občine Devin–Nabrežina je 21. julija odredil nošnjo mask tipa FFP2 za okoliške vasi. Istega dne je pogorelo drevo na ločenemu pogorišču na goriškem delu italijanskega krasa pod seboj ubilo 56–letno koordinatorko civilne zaščite, Eleno Lo Duco. 21. julija je Autovie Venete avtocesto med Sesljanom in Redipuljo ponovno odprl. Do 22. julija je bil požar na tržiškem delu Krasa pod nadzorom.
23. julija je bila zaradi požara na slovenskem goriškem delu Krasa odrejena evakuacija vasi Gabrje in Vrh, a je bila ta preklicana že naslednji dan.

## Slovenija
Požar je najprej nastal 15. julija ob cesti Miren–Opatje selo, 17. julija pa na območju Renškega vrha nad Renčami. Razmere so se na teh požariščih umirile, vendar se je 20. julija v Slovenijo razširil požar z italijanske strani meje. Prizadel je približno 2000 hektarjev in ogrozil tudi hiše, ki pa so jih uspešno obvarovali. Evakuirati so morali prebivalce vasi Sela na Krasu, Hudi Log, Korita na Krasu, Nova vas, Opatje selo, Lokvica ter del Mirna. Glavnina požara je bila na širšem območju Kostanjevice na Krasu. Z gašenjem se je spoprijelo približno 1000 ljudi, vključili pa so se tudi dve italijanski letali in eno hrvaško letalo Canadair, trije policijski slovenski ter dva italijanska helikopterja ter avstrijski in slovaški helikopter Sikorsky UH-60 Black Hawk. Uporabljen je bil tudi vodni top slovenske policije. Področje so obiskali vodja Civilne zaščite Republike Slovenije Srečko Šestan, minister za obrambo Marjan Šarec in predsednik vlade Robert Golob ter evropski komisar za krizno upravljanje Janez Lenarčič. Civilna zaščita je pozvala prebivalce neposredne okolice, Goriških brd ter Soške doline, da zaradi dima ostanejo doma in ne odpirajo oken. Zaradi požara do bile zaprte ceste Opatje selo–Miren, Gorjansko–Klariči, uporaba cest pa je bila dovoljena samo lokalnim prebivalcem in reševalnim vozilom. Zaprtih je bilo tudi več lokalnih cest.

### Kronološki pregled

#### 15. julij
Požar je najprej nastal ob cesti Miren–Opatje selo. V gašenje se je vključilo 120 gasilcev poklicne gasilske enote Nova Gorica, prostovoljnega gasilskega društva Kostanjevica na Krasu in prostovoljnega gasilskega društva Šempeter pri Gorici ter nekaterih drugih manjših prostovoljnih gasilskih društev obalno-kraške regije ob pomoči helikopterjev Slovenske vojske in italijanske civilne zaščite. Požarišče je bilo dolgo 500 metrov in 100 metrov globoko. Gašenje je bilo oteženo zaradi težko dostopnega terena, vetra in neeksplodiranih ubojnih sredstev. Požar je bil do večera obvladan, na območju pa je čez noč ostala lokalna požarna straža. Vzroka požara niso pojasnili.

#### 17. julij
Okoli 8.35 je spet zagorelo na požarišču izpred dveh dneh, ob cesti Miren-Kostanjevica. Ob 9.46 je zagorelo na vzpetini Renški vrh (449 m n. v.) med Renčami in Kostanjevico na Krasu. Požar se je na težko dostopnem kraškem terenu zaradi suhe vegetacije in burje hitro razplamtel in se širil proti Temnici, pozneje pa se je zaradi spremembe smeri pihanja burje začel širiti proti Kostanjevici na Krasu in Cerju, ponoči pa proti vasi Lokvica. K nevarnosti so prispevala tudi še neodstranjena neeksplodirana ubojna sredstva (NUS) iz 1. svetovne vojne na območju. Požarišče je merilo najmanj 4 kilometre v dolžino in 1 km v širino ter pokrivalo 350 hektarov. Vzrok požara še ni znan. Lokalni prebivalci sumijo, da je bil požar podtaknjen. Gorela sta predvsem borov gozd in podrast.
Aktiviran je bil državni načrt za velike požare v naravnem okolju. V reševanje se je vključilo več kot 180 gasilcev iz 51 poklicnih gasilskih enot in prostovoljnih društev iz severne in južne Primorske, pozneje pa tudi nekaj pripadnikov nekaterih gasilskih društev z Gorenjske in Osrednjeslovenske pokrajine. Skupno število gasilcev je tako preseglo 300. Slovenskim gasilcem so prišli pomagat tudi goriški gasilci s tremi vozili ter italijanska Gozdarska policija. Napotena sta bila tudi dva helikopterja 151. helikopterske eskadrilje Slovenske vojske in dva helikopterja italijanske civilne zaščite Furlanije-Julijske krajine ter preko mednarodnega mehanizma Evropske unije tudi hrvaško letalo Canadair CL-415. To je priletelo po 16. uri in zajema vodo v Tržaškem zalivu. Helikopterja SV sta Renški vrh preletavala 17 ur in v 170 preletih odvrgla 400.000 litrov vode. Na prizorišču so tudi člani državne enote za varstvo pred neeksplodiranimi ubojnimi sredstvi ter člani ekipe za prvo pomoč Rdečega križa Slovenije.

#### 18. julij
Ponoči je ekipa 90 gasilcev načrtno zanetila požarni koridor; požar pa se je na zahodnem delu zaradi močne burje pričel širiti proti zaselku Segeti in vasi Lokvica. Požar je gasilcem zjutraj uspelo omejiti okrog 500 metrov pred cesto Cerje–Lokvica, se je pa ob 8.34 na enem izmed požarišč s prejšnjega dne znova vnel ogenj. Požar je bil pogašen.  Na delu je 425 gasilcev s 120 vozili iz zahodne in osrednje Slovenije, pri delu jim pomaga helikopter Slovenske vojske. Požar se razteza na okrog 425 hektarjih. Po besedah Srečka Šestana, poveljnika Civilne zaščite Republike Slovenije, je v pripravljenosti tudi italijanski Canadair. Pri intervenciji pomagajo tudi civilna zaščita in prostovoljci. Po besedah Marka Adamiča, vodje nočne intervencije, je bilo ponoči 30 eksplozij NUS; te pa tudi otežujejo dostop vozil v središče požara. Po navedbah Darka Zonjiča, vodje državne enote za varstvo pred NUS so se zaradi toplote pričeli pregrevati tudi NUS večjih kalibrov. Enote za varstvo pred NUS so na zahodni strani požarišča odstranili NUS iz več obdobij v skupni masi 462,35 kg. Agencija Republike Slovenije za okolje je sporočila, da so posledice požara vidne tudi na satelitskih in infrardečih slikah. Požarišče je obiskala vodja krajevne enote Zavoda za gozdove Republike Slovenije Branka Gasparič in napovedala sanacijo požarišča.

#### 19. julij
Noč na Renškem vrhu je bila za gasilce mirna. Požar je bil popolnoma pod nadzorom. Na kraju je bilo približno 170 gasilcev, ki so večinoma čistili pogorišče in zalivali njegove robove. Poveljniško mesto gašenja v Kostanjevici na Krasu sta obiskala predsednik Republike Slovenije Borut Pahor in poveljnik Civilne zaščite Srečko Šestan. Približno ob 12.30 je zagorelo na 200 hektarjih novi lokaciji, pod daljnovodom Opatje selo–Miren, s širjenjem požara proti Italiji. Okrog 200 gasilcem iz 58 prostovoljnih in 2 profesionalnih gasilskih društev pomagajo tudi policijski helikopter in dva vojaška helikopterja Bell 412 ter vojaško transportno letalo Pilatus PC-6 SV. Prišlo je do okvare na vodovodu Opatje selo–Sela na Krasu, zato so nekaj časa morali gasilci vodo dovažati iz Mirna. S Tržaškega Krasa se je v Slovenijo razširil tudi požar, zagorelo je približno 500 metrov v notranjosti. Slovenskim gasilcem je sicer pomagal veter, a je bilo zaradi velikih količin NUS možno le gašenje iz zraka.

#### 20. julij
Na slovensko stran se je razširil požar z italijanske strani meje. Iz vasi Sela na Krasu, Hudi Log, Korita na Krasu in Nova vas ter dela Mirna so morali evakuirati prebivalce; namestili so jih na prireditvenem prostoru v Opatjem selu. Popoldne in proti večeru so se lahko vrnili domov, saj je gasilcem uspelo preprečiti razširjenje ognja na hiše. V gašenje je bilo vključenih več kot 800 gasilcev iz osmih gasilskih regij, trije policijski slovenski ter dva italijanska helikopterja, avstrijski helikopter, transportno letalo pilatus in dve letali Canadair. Ogenj se je razširil prek ceste Miren-Lokvica, območje pa je prekril gost dim. Prizorišče so obiskali predsednik vlade Robert Golob in obrambni minister Marjan Šarec ter evropski komisar za krizno upravljanje Janez Lenarčič. Logistično težavo je pomenila oskrba z vodo, saj je izpadlo hidrantno omrežje. V transport vode so zato vključili vse razpoložljive cisterne za vodo in prvič tudi policijski vodni top. Poveljnik Gasilske zveze Slovenije Franci Petek je dejal, da so v minulih dneh požare že nekajkrat imeli pod nadzorom, vendar so zaradi burje in verjetnih požigov znova vzplamteli. Zaradi obsežnosti požara je bila vzpostavljena skupna koordinacijska točka.

#### 21. julij
Požar se je nadaljeval na treh večjih požariščih – pri Novi vasi, pri Vojščici in na liniji med Cerjem in Trsteljem - in več manjših. Širil se je s severnega območja Kostanjevice na Krasu in se približeval požarišču na Renškem vrhu. Zjutraj so evakuirali skupno več kot 400 prebivalcev vasi Vojščica, Temnica in Novelo, z zbirnim mestom v Komnu. Ogenj je bil od hiš v teh vaseh oddaljen le 300 metrov, Kostanjevici na Karsu pa se je približal na okoli 200 metrov. V gašenje je bilo vključenih 1100 ljudi, od tega 1000 prostovoljnih gasilcev, helikopterji in hrvaško letalo Canadair, ki pa se je popoldne zaradi gostega dima umaknilo. V reševanje so se vključili helikopter Eurocopter AS532 Cougar Slovenske vojske ter slovaški helikopter in hrvaški helikopter Mi-8 MTV. Aktivirana je bila tudi inženirska enota z bagerjem. Agencija Republike Slovehnije za okolje je izdala opozorili o visoki onesnaženosti z delci PM10 in ozonom na območju požarov in v širši okolici. Odstranjenih je bilo že okoli 70 granat. Razmere na terenu so se zelo zaostrile. Okoli 14.30 je ogenj preskočil cesto Vojščica-Temnica. Glavna naloga vseh sil je bila zadržati požarno linijo pred cesto Temnica-Renče. Po 19. uri so se razmere toliko umirile, da so se krajani Vojščice, Temnice in Novela večinoma lahko vrnili domov, toda zvečer je znova zagorelo v bližini Cerja. Gorel je borov gozd na nedostopnem terenu. Predsednik Civilne zaščite Srečko Šestan je opozoril, da se pojavlja več nepredvidljivih požarov, za katere je težko oceniti vzrok.

#### 22. julij
Ponoči so se pojavljala nova žarišča, ki so jih gasilci z velikim naporom ohranjali pod nadzorom. Najmočneje je gorelo na Cerju nad Mirnom in v smeri proti Trstelju. Čez dan je bilo najhuje na območju Kostanjevice na Krasu, kjer je bil nameščen štab intervencije. Znova je gorelo tudi pod daljnovodom med Lokvico in Mirnom. Na terenu je bilo več kot 1000 gasilcev, v letalsko podporo pa so se poleg treh slovenskih in avstrijskega helikopterja ter letala pilatus vključili dva srbska in dva madžarska helikopterja Mil Mi-17. Gašenje je močno oviral gost dim. Delec ubojnega sredstva, ki je eksplodiralo zaradi toplote, je priletel proti gasilcem, vendar ni povzročil nesreče. Zaradi širjenja požara je bila odrejena evakuacija prebivalcev Opatjega sela, Nove vasi in Hudega Loga; zbirna točka je bila v Šempetru. Ta dan so evakuirali tudi prebivalce vasi Renče, saj se je ogenj po pobočju Krasa razširil tudi na območje občine Renče-Vogrsko. Veter je iz burje prešel v močan jugo, ogenj pa se je bliskovito širil. Oblak dima se je zvečer s Krasa razširil vse do Gorenjske in osrednje Slovenije ter poslabšal kakovost zraka po večjem delu države, zlasti pa na območju Kopra.

#### 23. julij
Ogenj je kljub silovitim prizadevanjem zajel vzpetino Trstelj. V gašenje požara je bilo vključenih več kot 1000 gasilcev. Čez dan so s podporo iz zraka uspeli razmere nekoliko umiriti. Na terenu so predvsem intenzivno zalivali robove požarišča, prostovoljci pa so pod koordinacijo Zavoda za gozdove izvajali protipožarne poseke in čiščenje okoli vasi. V gozdarske aktivnosti je bilo vključenih približno 300 prostovoljcev. V Sokolskem domu v Prvačini (Vipavska dolina) so vzpostavili preventivni operativni štab. Večinoma so gasili na območju Opatje selo–Temnica–Miren in Železna vrata–Trstelj. V gašenje so se vključili brezpilotni letalnik Belin Slovenske vojske ter dve romunski transportni letali C27-J Spartan. Evakuirani prebivalci naselij Opatje selo, Nova vas, Hudi Lok, Lokvica, Segeti in Vrtoče so se dopoldne lahko vrnili domov, še vedno pa je veljala evakuacija za Mohorine, ki je bila preklicana popoldne. Na stavbah ni bilo večje škode, razen pogorele Markove koče nad Renčami.

#### 24. julij
Okrog 4. ure ponoči je območje prešla fronta z dežjem, ki pa ni kaj dosti pomagal. Tekom dneva je bil požar pod nadzorom, vendar je zaradi nekaj burje še vedno obstajala nevarnost ponovnega izbruha. Na terenu je bilo približno 1500 gasilcev iz šestih gasilskih regij, helikopterji petih držav in romunski letali spartan. Gasili so manjša žarišča na severnem delu pogorišča, večjega požara pa ni bilo več. Enote na tleh so predvsem čistile pogorišče in zalivale robove požarišč, zračne enote pa so z uporabo termokamere zalivale točke podtalnih žarišč. Intenzivno se je izvajalo sekanje dreves. Kakovost zraka po državi se je izboljšala in je bila povsod v mejah normale. Območje sta znova obiskala predsednik vlade Robert Golob in predsednik republike Borut Pahor. Ponoči je bilo na terenu 700 gasilcev.

## Zapora prometnih poti
Zaradi požarov so bile na tržaškem in goriškem Krasu zaprte avtoceste ter več regionalnih in lokalnih cest.

## Solidarnost
Ogromno podjetij in posameznikov je gasilcem doniralo pijačo in hrano. V Sloveniji je bila aktivirana ključna beseda gasilec5 za finančne donacije z SMS-om. Predsednik države Borut Pahor je poudaril izjemno solidarnost prebivalstva Slovenije. Podjetnik Ivo Boscarol je napovedal obsežno donacijo za gasilce in prostovoljce, s katero bo podvojil znesek državnega nadomestila za gasilce in prostovoljce. Ta znaša 63 evrov za gasilce in prostovoljce, ki pri gašenju sodelujejo do osem ur na dan, in 94,50 evra za tiste, ki pri gašenju sodelujejo več kot osem ur na dan. Na številnih mestih so bile postavljene table z zahvalo gasilcem in prostovoljcem. Številni posamezniki in podjetja so ponudila podporo tudi prebivalcem prizadetih območij.

## Mednarodni odziv
V gašenje na območju so se poleg treh helikopterjev slovenske vojske in policije vključili še en avstrijski helikopter, en slovaški helikopter, dva srbska helikopterja in dve romunski letali C27-J Spartan. Na zahtevo Uprave Republike Slovenije za zaščito in reševanje je stanje spremljal tudi satelitski sistem programa EU Copernicus.

## Načrt za obnovo

### Slovenija
Predsednik vlade Robert Golob je napovedal sprejem zakona o gasilstvu, ki bo zagotovil ustrezno kompenzacijo za prostovoljne gasilce. Nadomestitev ocenjene škode gozdov in zemljišč bo izvedena skozi interventni zakon. Prebivalce bodo pozvali, naj prijavijo škodo na premičnem ali nepremičnem premoženju, popis škode po gozdovih pa bo ločeno izvajal tudi Zavod za gozdove. Zavod za gozdove bo do jeseni pripravil oceno stanja in načrt sanacije uničenega gozda, pri čemer bo območje delno pogozdeno, delno pa bo obnova potekala naravno. Predvidevajo predvsem preventivno ustvarjanje protipožarnih presek.

## Priznanja
Vodji dnevne in nočne izmene na prizorišču požara Simon Vendramin in Stanko Močnik sta bila januarja 2023 med nominiranci za Delovo osebnost leta. Znanstvenoraziskovalni center SAZU je januarja 2023 za besedo leta 2022 izbral besedo gasilec, ob čemer so se spomnili na požar na Krasu julija 2022. Simon Vendramin je januarja 2023 v Pivki na okrogli mizi ob analizi dogajanja opozoril, da je bilo požare na Krasu mogoče pogasiti le zaradi izjemne solidarnosti ljudi iz vse Slovenije.

## Galerija
- Gasilci se spopadajo s požarom ob cesti Miren–Opatje selo pri odcepu za Cerje
- Pripadniki slovenske vojske in gasilci na delu v bližini požarišča
- Helikopterji v bližini požarišča
- Gašenje požara ob cesti Miren–Opatje selo pri odcepu za Cerje
- Helikopter med zajemanjem vode iz bazena v bližini požarišča
- Požar na Krasu
- Požar na Krasu
- Helikopterja na poti do požarišča